# Elisabeth Olin
För konstnären Elisabeth Olin se Ellie Olin

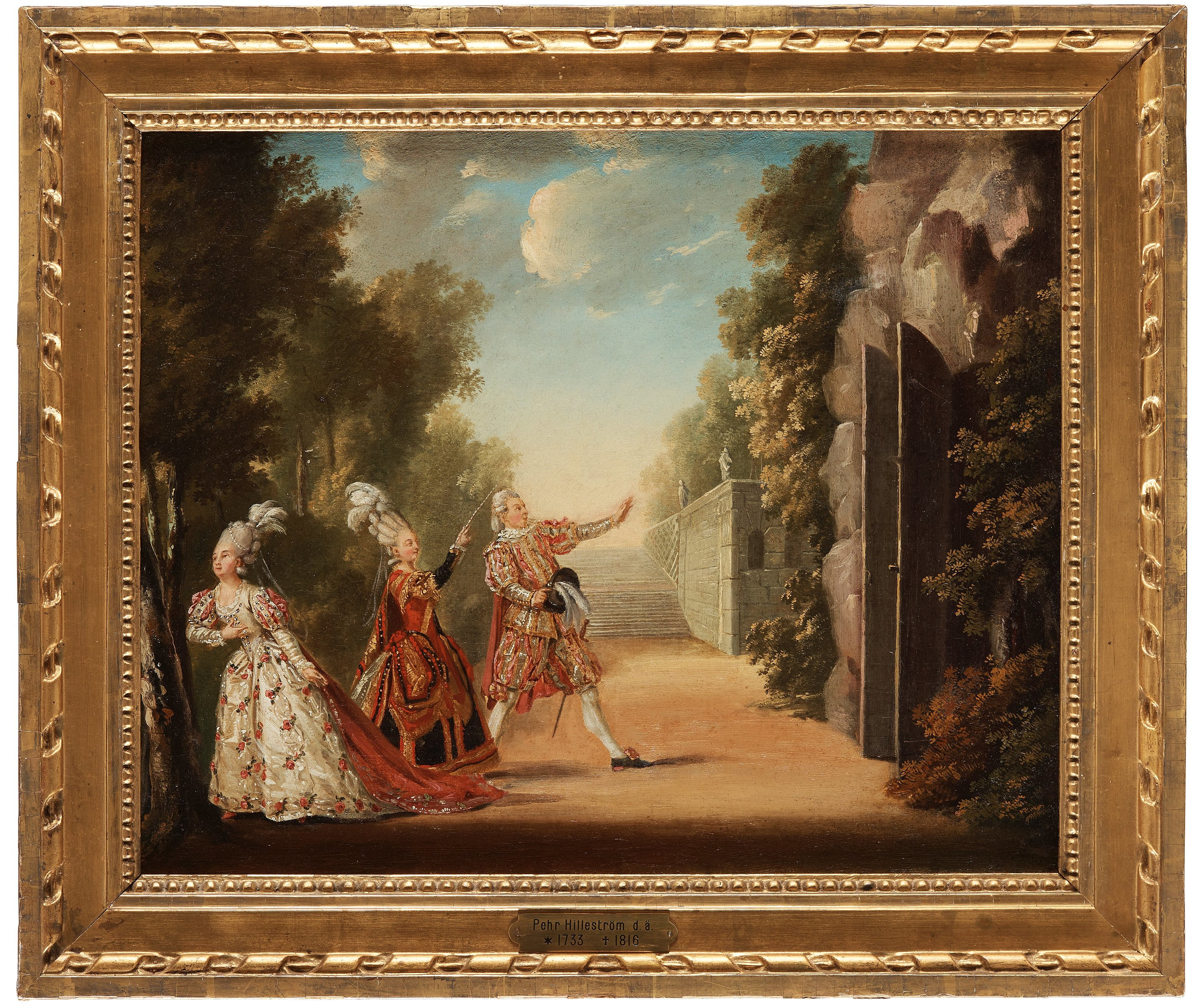
Marie Louise Baptiste, Elisabeth Olin och Christopher Christian Karsten i en Scen ur La Belle Arsène - Akt III Scen VIII.

Elisabeth Olin, född Lillström den 8 december 1740 i Stockholm, död 26 mars 1828 i samma stad, var en svensk operasångerska. Olin var en av Sveriges första professionella sångerskor, och Sveriges första infödda operaprimadonna. Hon var hovsångerska, skådespelerska och tonsättare. Tillsammans med Fredrica Löf var hon den mest framgångsrika kvinnliga skådespelaren under 1700-talet i Sverige.

## Biografi

### Barndom
Olin verkade i Stora Bollhuset och på Kungliga Teatern.  Hennes mor var sångerskan och skådespelaren Lisa Söderman-Lillström, sin tids primadonna på scenen i Stora Bollhusets teater och ledamot i teaterns styrelse, och hennes far, Petter Lillström, var musiker i teaterns orkester. Hon debuterade på scenen som barnskådespelare i pjäsen Syrin vid sin mors sida 1747.

### Konsertsångerska
När den svenska teatertruppen avskedades säsongen 1753–1754, skulle hon komma att bli känd som konsertsångerska. Som sådan borde hon ha debuterat på 1750-talet, men hennes namn finns inte säkert bekräftat förrän flera år senare. Hon är känd som elev till den italienska operasångaren Giovanni Croce, som då var verksam i Stockholm. Hon finns för första gången bekräftat som konsertsångare 1761 vid en konsert av Ferdinand Zellbell d.y.. Hon gav ut en egen komposition 1768. Den ingick i Gustaviade. Hjältedikt i tolv sånger av Erik Skjöldebrand, där svenska tonsättare hade bidragit med var sin komposition i en samling av tolv stycken sammanlagt; hennes bidrag var sång nummer åtta.
Som konsertsångerska förekommer hennes namn den 15 oktober 1769 då hon uppträdde vid en konsert som gavs till förmån för hennes far hovkapellisten Petter Lillström i Riddarhuset. Konserten anfördes av Uttini. Sedermera framträdde hon vid årliga frimurarekonserter. Hon framträdde i alla kavaljerskonserter 1769–1770.
| ”                                                | Jag var i dag på kavaljerskonserten. Fru Olin sjöng därvid. Jag tror knappast, att Italien har någon ljufligare röst. Oviss om man skall älska henne för hennes fägring eller för hennes gudaröst, vinner hon på en gång kärlek och förundran. | „ |
| – Johan Gabriel Oxenstierna den 19 november 1769 | |   |

Enligt räkenskaperna uppträdde hon vid konserter anordnade av musikaliska akademien, både 1772 och 1794.

### Operasångerska
Hon medverkade 1773 i den berömda operaföreställningen Thetis och Pelée, som invigde den svenska Operan, där hon spelade huvudrollen mot Carl Stenborg, med vilken hon även privat hade ett förhållande. Denna pjäs brukar räknas som startpunkten för den svenska teaterns och operans födelse. Även hennes dotter och syster uppträdde i denna opera: den förra var sedan anställd till 1776, den senare gjorde endast rollen som Echo i denna opera.

Om de båda huvudrollsinnehavarna sades sedan: 
| ” | Fru Olin har en stark och komplicerad roll, som måste lämna sig åt våldsamma och stridande känslor, uppfyller alla dessa scener på ett sätt, som visar både begrepp och lifaktighet. Af det man redan sett af fru Olin är lätt att döma till hennes ofelbara skicklighet att bestrida hvad svår roll som helst i en tragedi. Huruvida detta senare kan sägas om hr Carl Stenborg lämnas ännu därhän… men hvad man med obestridlig visshet kan försäkra är det, att uti alla pastorala representationer är han hos oss ännu den förste aktör. Hans ställning, utseende, röst- allt träffar in med den lekande, den glada, den välgörande aktionen. Äfven i komdien intager hr stenborg ett af de första rummen, kort sagt uti alla de roller, som ej böra beklädas af tunga personer, ej få utföras med besvärade gester. | „ |

Under de följande åren innehade hon vanligen den kvinnliga huvudrollen i de flesta pjäser som uppfördes. Hon spelade Galathea i Acis och Galathea av Händel mot Carl Stenborg 1773, Eurydike i Orfeus och Eurydike (opera) av Gluck mot Stenborg och Silvie i Silvie av Berton och Trial mot Stenborg säsongen 1773–1774, Aline i Aline, drottning av Golconda av Uttini mot Stenborg 1775–1776, Procris i Procris och Cephal mot Stenborg 1777–1778, Klytaimnestra i Ifigenia i Aulis av Glück mot Stenborg (1778–1779) och Zulma i Cora och Alonzo 1782–1783.
Hon spelade 1774 Mechtild i Birger jarl och Mectild mot Stenborg i Rikssalen vid hertig Carls bröllop. Vid Athalie 1776 övertalades hon, som engagerats för sångpartier, att spela en talroll.  Direktör Zibet skriver till Gustav III att man utnyttjat hennes förhållande med Stenborg: Hon är utan tvifvel alt för ömsint för at vilja förödmjuka sin älskare genom at vägra at upträda i et stycke, i hvilket han icke kan undandraga sig at spela. Olin hade nämligen genom sin sociala ställning som medlem av överklassen ett övertag i alla förhandlingar eftersom det betraktades som en stor eftergift av en person ur hennes samhällsklass att alls uppträda; skådespelerskor betraktades på den här tiden som prostituerade, även om just hon aldrig drabbades av detta rykte. Då man vid Operans grundande letade efter sångare, vågade man ”knappt kasta tankan” åt Olin, som efter sitt giftermål räknades till ståndspersonerna. Det gav henne ett mycket bra förhandlingsläge, och Gustav sade efter henne löneförhandling: ”Hon håller sig mycket dyr”; hon fick högre lön än någon annan artist i Sverige, och högre än någon annan kvinna oavsett yrke betalats i Sverige före henne. Hon hade som enda skådespelare i landet en privat reserverad loge på tredje raden.
Olin kallades ”Sveriges första dramatiska artist”, ”Den svenska Maran” (efter den berömda tyska operasångerskan Elisabeth Mara), och som ”en av Operans patriarker”. Hon mottog en lön på 666 riksdaler och 32 skilling, vilket var en högre lön än någon annan anställd vid Operan. Stenborg, den manliga stjärnan, fick 444 riksdaler samt en beneficieföreställning årligen.

### Senare liv
Olin invaldes som ledamot nr. 85 av Kungliga Musikaliska Akademien den 5 december 1782. Hon blev därmed den första kvinnan i akademien. Olin begärde avsked från Operan 1782 och avgick 1784. Orsaken ska ha varit dotterns förhållande med Stenborg. Hon kvarstod formellt i yrket fram till år 1803, men uppträdde i själva verket inte utom på några få gästuppträdanden. Hon ombads att framträda på en föreställning vid kungens bröllop år 1797. Den 27 februari 1808 gjorde hon sin sista offentliga föreställning då hon sjöng en aria av Traetta vid en konsert i Riddarhuset biträdd av Haeffner, konsertmästare Müller, Jeanette Wässelius och pianisten Karolina Stenborg, som debuterat i Norrköping vid tio års ålder 1804, till förmån för Carl Stenborg, som nu sjöng för sista gången.
En kort tid före sin död år 1828 framträdde Olin privat för den berömda operasångerskan Angelica Catalani, som sades ha blivit imponerad över henne förmåga.

### Privatliv
Hon gifte sig med kunglige sekreteraren, assessorn Gabriel Olin 1760. Tillsammans fick de dottern Betty Olin, också kallad Elisabet Olin den yngre, som även hon blev en operasångerska.
Johan Gabriel Oxenstierna skrev i sina dagboksanteckningar den 19 juni 1770: 
Jag var i eftermiddag hos Psilanderhjelm på en konsert, hvarest fru Olin sjöng. Utmed henne gör hennes usla man en ömklig figur. Huru kunde en så skön kvinna göra ett så ohyggligt val, om ej för att söka under giftermålets namn trygghet för sina nöjen och göra ostron loflig eller åtminstone litet mer än förlåtlig. Så lät Venus sig kallas för din hustru, usla Vulcanus för att älska Mars; så tog grevinnan Meijerfelt den fulaste af alla dödliga att i säkerhet göra Lacy lycklig; så uträttar nu riksrådet Horn det, för hvilket den ofärdige Olin bär namnet. Också är denne senare den största näst Oelreich af alla hanrejar, och hans svigtande och halta knän krokna ännu mer den dagliga tillväxande tyngden af de horn, hvarmed hans skalliga hjässa bekrönes.

## Roller
| År   | Roll     | Produktion                   | Regi | Teater                  |
| ---- | -------- | ---------------------------- | ---- | ----------------------- |
| 1773 | Thetis   | Thetis och Pelée             |      | Stora Bollhuset         |
| 1773 | Galatea  | Acis and Galatea             |      | Stora Bollhuset         |
| 1773 | Eurydike | Orfeus och Eurydike          |      | Stora Bollhuset         |
| 1774 | Silvie   | Silvie                       |      | Stora Bollhuset         |
| 1776 | Aline    | Aline, drottning av Golkonda |      | Stora Bollhuset         |
| 1778 | Prokris  | Procris och Cephal.          |      | Stora Bollhuset         |
| 1778 | Antiope  | Amphion                      |      | Stora Bollhuset         |
| 1780 | Aline    | Arsène                       |      | Stora Bollhuset         |
| 1783 | Ifigenia | Ifigenia på Tauris           |      | Gustavianska operahuset |
| 1788 | Zulma    | Cora och Alonzo              |      | Gustavianska operahuset |